# Tadao Higuči
Tadao Higuči (樋口 忠男, Higuchi Tadao, 1916–1992) byl japonský portrétní fotograf aktivní ve 20. století.

## Životopis
Narodil se v roce 1916. Ve své tvorbě se zabýval portréty, akty, vyráběl montáže a koláže.